# Hope and The Silver Sunrise
『Hope and The Silver Sunrise』（ホープ・アンド・ザ・シルバー・サンライズ）は、GLAYのミニアルバム。2011年12月14日に発売された。

## 解説
- GLAYにとっては初のミニ・アルバムである。
- 「G4・II -THE RED MOON-」と併せ、発売当時開催されていた全国ライブツアー『GLAY HIGHCOMMUNICATIONS TOUR 2011-2012 RED MOON & SILVER SUN』とタイトルが重なっている。
- CD+DVDの通常盤と、CD、DVD、日めくりカレンダーが収められたクリスマス仕様スペシャルBOX入りの初回限定盤の2仕様で発売された。通常盤はGLAY Official Store G-DIRECTとライブ会場で発売され、初回限定盤はGLAY Official Store G-DIRECTのみで販売された。
- 両仕様ともCDショップでの一般販売はされていないが、iTunes Storeでは全曲配信されている。
- BARKSニュースで、売り上げは、発売初日に1店舗で6万枚超えたことが発表されている[2]。

## 収録曲

### CD
1. Time for Christmas　（時間：4分45秒）
  - 作詞・作曲：TAKURO / 編曲：GLAY & MASAHIDE SAKUMA

JUJUがゲストボーカルで参加している。ミュージックビデオは「夏音」同様喜田夏記が制作している。
2. SWEET MAGIC　（時間：4分11秒）
  - 作詞・作曲：TAKURO / 編曲：GLAY & MASAHIDE SAKUMA / 弦編曲：MASAHIDE SAKUMA
3. カイエ　（時間：2分17秒）
  - 作曲：HISASHI / 編曲：GLAY & MASAHIDE SAKUMA

ギターを中心に据えたインストゥルメンタル。曲の冒頭・末尾に英語詞の朗読が入る。
4. Winter,again (inspired by Hope and The Silver Sunrise)　（時間：6分10秒）
  - 作詞・作曲：TAKURO / 編曲：GLAY & MASAHIDE SAKUMA

1999年に発表された16thシングル「Winter,again」の再録バージョン。2009年のツアー「GLAY ARENA TOUR 2009 THE GREAT VACATION」で披露された、ピアノとTERUのみのBメロから始まるアレンジを取り入れている。
5. 君にあえたら　（時間：6分50秒）
  - 作詞・作曲：TAKURO / 編曲：GLAY & MASAHIDE SAKUMA

東日本大震災にTAKUROが強いインスピレーションを受けて綴った6拍子の楽曲。ミュージックビデオは岩口哲也が担当し、被災した気仙沼市とその復興に取り組む様子を取り上げている。
本曲に関してTAKUROは、自分がこれ程までに精神がコントロールできない状態でメンバーの前で仮歌を歌っているときに、涙が止まらなくなってしまった[3]。実際のレコーディングでも演奏は辛く[4]、サポートドラマーの永井利光も1回で勘弁して欲しいと語ってた程で[4]、TERUも「2回歌って2回目のテイクを使用している。それ以上は泣いて歌えない。」と語っていた[4]。そのため、ライブではあまり披露しないかもしれないと述べている[4]。
『GLAY HIGHCOMMUNICATIONS TOUR 2011-2012 RED MOON & SILVER SUN』ツアー前半のエンドロール楽曲として先行披露された。また、12thアルバム『GUILTY』にも、ラストナンバーとして、再度収録された。

### DVD
1. 「Time for Christmas」 MUSIC VIDEO
2. 「君にあえたら」MUSIC VIDEO

## 参加ミュージシャン
- TOSHI NAGAI（ドラムス）
- MASAHIDE SAKUMA（キーボード）
- JUJU（M1・ボーカル）
- CRUSHER KIMURA STRINGS（M2・ストリングス）

## スタッフ
レコーディング・ミキシングエンジニア
MASAHIDE SAKUMA & FUMIE NAKAZAKI (VITAMIN PUBLISHING)
マスタリングエンジニア
MITSUKAZU"Quincy"TANAKA with HDC system (Bernie Grundman Mastering)
ミュージックビデオ監督
NATSUKI KIDA (P.I.C.S. management) (DVD M1)
TETSUYA IWAGUCHI (GOO/TAR GRAPHICS) (DVD M2)